# پزوی فیلیپینی صادر شده توسط دولت ژاپن
در طول جنگ جهانی دوم در فیلیپین، دولت اشغالگر ژاپن یک ارز فیات در چند فرقه صادر کرد. این پول به عنوان «پزو فیلیپین صادر شده توسط دولت ژاپن» شناخته می‌شود (همچنین به پول تهاجم ژاپن مراجعه کنید). دولت ژاپن در اختیار داشتن ارز چریکی را غیرقانونی اعلام کرد و در صدور پول انحصار را اعلام کرد، به طوری که هرکس که اسکناس‌های چریکی را در اختیار داشت، می‌توانست دستگیر یا حتی اعدام شود.
برخی فیلیپینی‌ها فیات پزو را با اصطلاح تحقیرآمیز «پول میکی ماوس» نامیدند. بسیاری از بازماندگان جنگ داستان‌هایی از رفتن به بازار مملو از چمدان‌ها یا «بایونگ» (کیسه‌های بومی ساخته شده از نارگیل بافته شده یا نوارهای برگ «نخل کاکلی» مملو از پول ژاپنی‌ها نقل می‌کنند. قبض‌های صادر شده به گفته یکی از شاهدان، ۷۵ پزو «میکی ماوس» یا حدود ۳۵ ایالات متحده آمریکا. دلار در آن زمان، می‌توانست یک تخم اردک بخرد. در سال ۱۹۴۴، یک جعبه کبریت بیش از ۱۰۰ پزو «میکی ماوس» قیمت داشت.